# آنتونیو مورنو
آنتونیو مورنو (انگلیسی: Antonio Moreno؛ ۲۶ سپتامبر ۱۸۸۷ – ۱۵ فوریهٔ ۱۹۶۷) هنرپیشه و کارگردان اسپانیایی الاصل سینمای هالیوود بود.
وی بین سال‌های ۱۹۱۲ تا ۱۹۵۹ میلادی در دوران سینمای صامت و ناطق فعالیت می‌کرد.

## زندگی‌نامه
وی با نام تولد آنتونیو جاریدو مونته آگودو (به اسپانیایی: Antonio Garrido Monteagudo) در سال ۱۸۸۷ در مادرید زاده شد وی در سن ۱۴ سالگی از اسپانیا به ایالات متحده مهاجرت نمود و در ماساچوست ساکن شد. پس از پایان تحصیلاتش مشغول فعالیت در نمایش‌های محلی گشت. در سال ۱۹۱۲ به هالیوود رفت و با ویتاگراف قرارداد امضا کرد و به عنوان هنرور مشغول بکار شد. در سال ۱۹۱۴ به عنوان بازیگر نقش مکمل در سری فیلم‌های عامه‌پسند موفق در برابر هنرپیشه زن مطرح دوران صامت، پیرل وایت قرار گرفت. این سری فیلم‌ها باعث شهرت مورنو در بین عامه مردم شد. همچون سایر بازیگران لاتینی الاصل هالیوود (از جمله رامون نووارو و رودولف والنتینو) او نیز در فیلم‌های اولیه خود بیشتر در نقش معشوق لاتینی ظاهر می‌شد در برابر بازیگران زن مشهور آن دوران همانند گلوریا سوانسون، بلانش سویت، پولا نگری و دوروتی گیش قرار می‌گرفت.
در اوایل دهه ۲۰ میلادی او به عنوان یکی از پولسازترین ستارگان هالیوود مطرح بود. در سال ۱۹۲۶ در برابر افسانه سوئدی هالیوود، گرتا گاربو در فیلم "وسوسه گر" و سال بعد در برابر بت مشهور آن زمان کلارا باو در فیلم "It" هنرنمایی کرد.
با شروع دوران ناطق در سینما، کم‌کم ستاره بخت مورنو رو به افول نهاد که علت اصلی آن لهجه غلیظ اسپانیایی وی بود؛ بنابراین او در کنار بازی در فیلم‌های انگلیسی زبان، شروع به بازی در فیلم‌های مکزیکی نمود و در اویل دهه ۳۰ خودش نیز چند فیلم مکزیکی را کارگردانی کرد و نشان داد در زمینه کارگردانی نیز حرف‌هایی برای گفتن دارد. در اواسط دهه ۳۰ او توانست تا حدی کاراکتر بازیگری خود را بازسازی کند و چند نقش قابل توجه بدست آورد. در اواسط دهه ۴۰ و سپس در دهه ۵۰ مورنو در چند فیلم مهم توانست نقش‌های نسبتاً مطرحی را بدست آورد. از جمله مطرح‌ترین این نقش‌ها می‌توان به نقش او در فیلم موجودی از باتلاق سیاه (۱۹۵۴) و همچنین نقش «امیلیو فیگوئرا» در فیلم جویندگان (۱۹۵۶) به کارگردانی جان فورد در کنار جان وین و ناتالی وود اشاره کرد.
مورنو در اواخر دهه ۵۰ خود را بازنشسته کرد و بر اثر حمله قلبی در ۱۵ فوریه ۱۹۶۷ در سن ۷۹ سالگی درگذشت.

## بخشی از فیلم‌شناسی

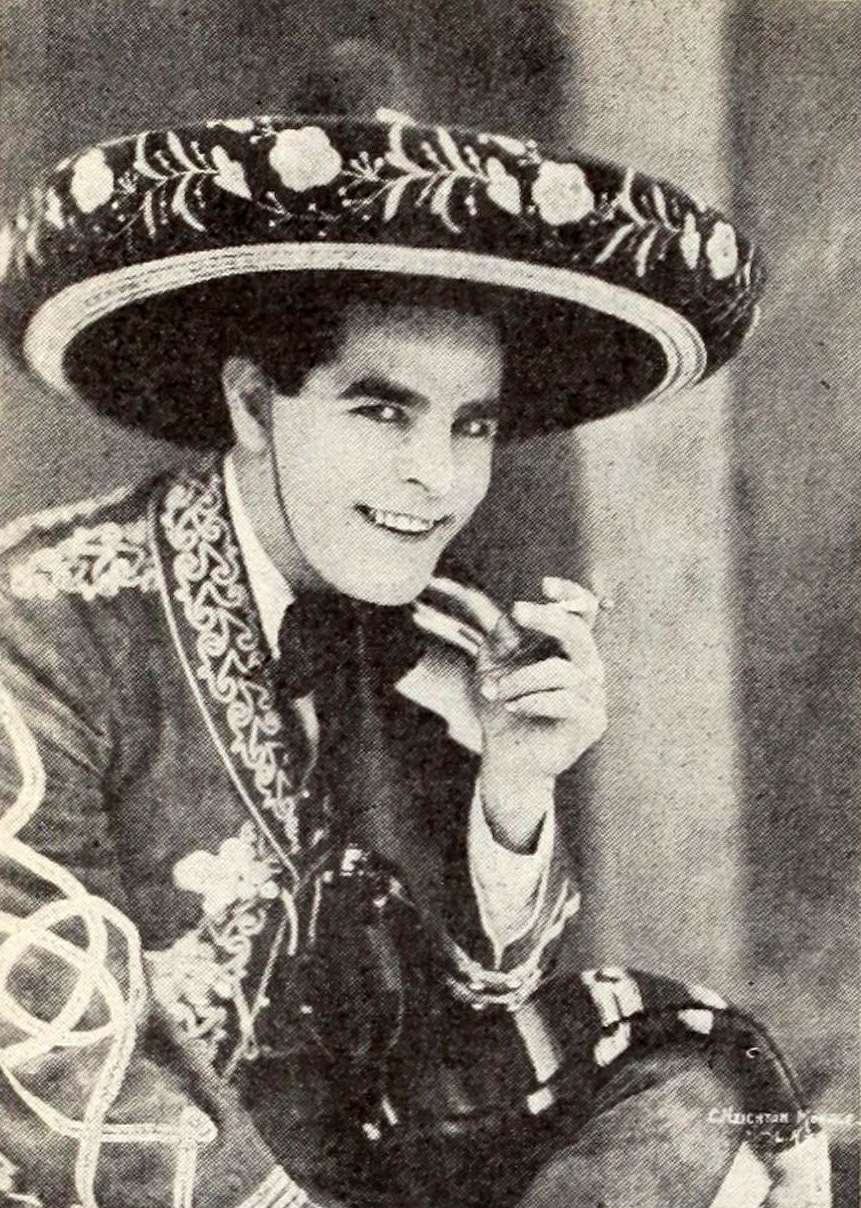
آنتونیو مورنو (۱۹۲۱)

از فیلم‌هایی که وی در آن نقش داشته‌است می‌توان به آثار زیر اشاره کرد.
- دشمن نادیده (۱۹۱۲)
- دو دختر حوا (۱۹۱۲)
- چقدر نزدیک، چقدر دور (۱۹۱۲)
- تفنگداران کوچه پیگ (۱۹۱۲
- روغن و آب (۱۹۱۳)
- پسر دچار سوء تفاهم (۱۹۱۳)
- (Judith Of Bethulia (۱۹۱۴
- حق او برای زندگی (۱۹۱۷)
- خانه نفرت (۱۹۱۸)
- همسر آمریکایی من (۱۹۲۲)
- گمشده و پیدا شده در جزیره دنیای جنوب (۱۹۲۳)
- داستان بدون نام ۱۹۲۶)
- علاج کابوس (۱۹۲۶)
- جنگل شعله‌ور (۱۹۲۶)
- کوری عشق (۱۹۲۶)
- دختر کولی (۱۹۳۶)
- موجودی از باتلاق سیاه (۱۹۵۴)
- جویندگان (۱۹۵۶)
- لا کابینا (۱۹۷۲)